# St. Mauritius (Weil)

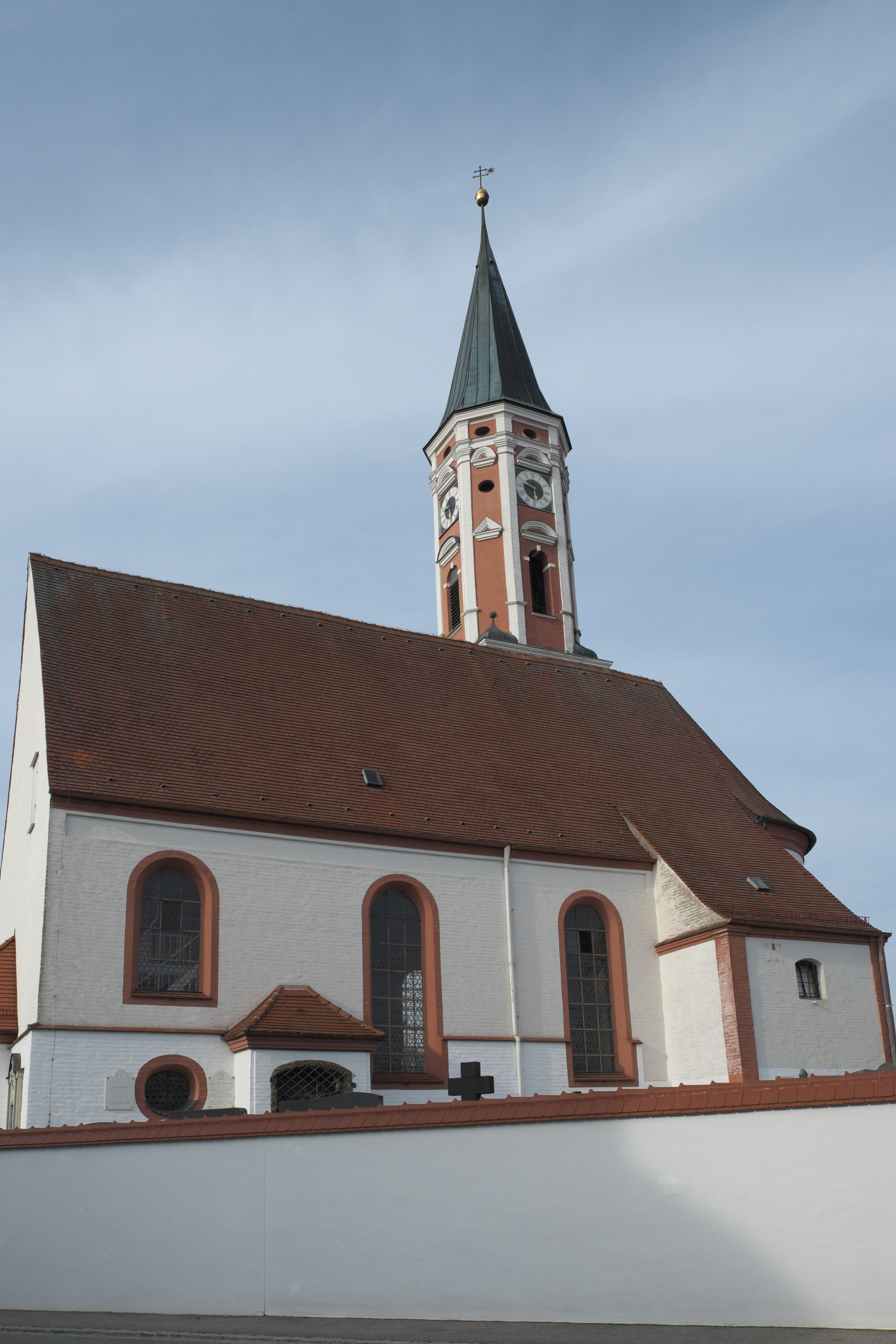
St. Mauritius in Weil

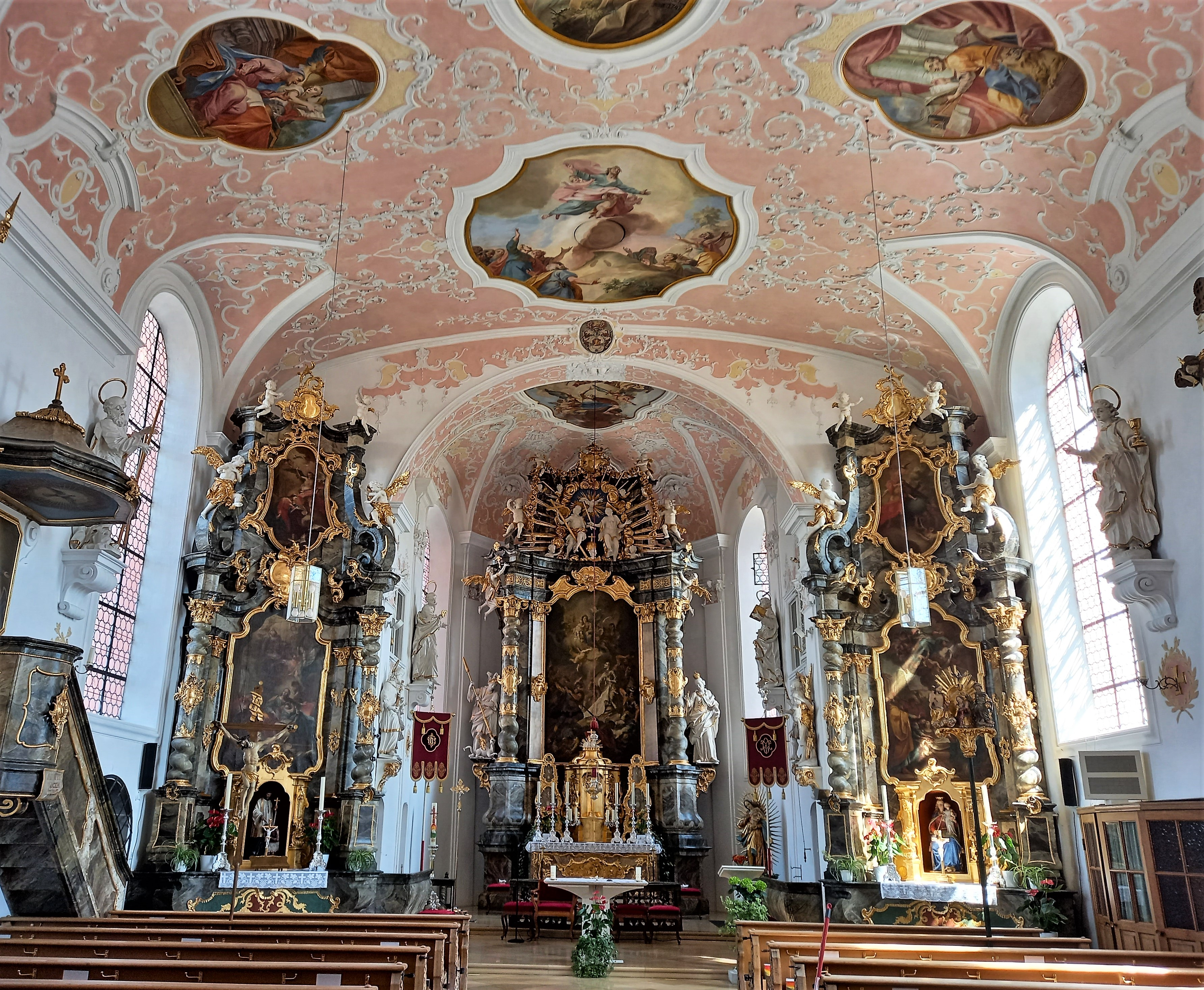
Blick zum Chor

Die römisch-katholische Pfarrkirche St. Mauritius steht in der Gemeinde Weil im oberbayerischen Landkreis Landsberg am Lech. Sie ist in der Liste der Baudenkmäler in Weil (Oberbayern) unter der Nummer D-1-81-145-1 eingetragen. Die Kirche gehört zum Dekanat Landsberg im Bistum Augsburg.

## Beschreibung
Das gotische Langhaus der Saalkirche wurde im Kern um 1500 errichtet und nach 1740 barock umgestaltet. Der eingezogene, halbrund geschlossene Chor und der Chorflankenturm auf quadratischem Grundriss an der Nordwand des Chors wurden 1715 von Joseph Schmuzer neu erbaut. Die oberen Geschosse des Chorflankenturms sind achteckig und enthalten die Turmuhr und den Glockenstuhl. Darauf sitzt ein spitzer Helm. Die Sakristei steht an der Südwand des Chors. In ihrem Obergeschoss ist ein Oratorium untergebracht. Die Deckenmalereien wurden 1742 von Joseph Schmuzer angefertigt. Der Hochaltar wird von den Skulpturen des heiligen Georg und der heiligen Helena flankiert.

## Orgel

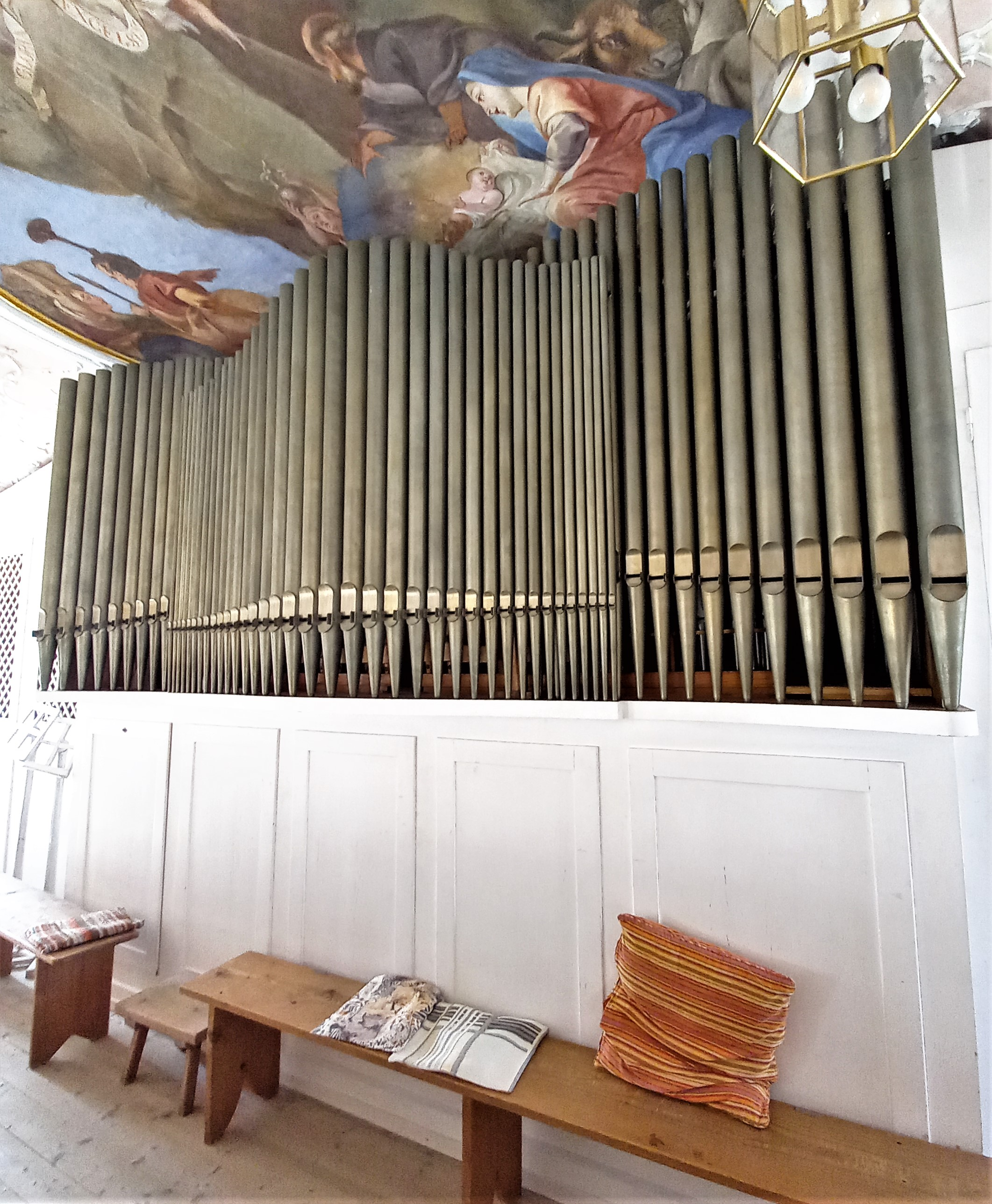
Orgel

Die Orgel mit 27 Registern auf zwei Manualen und Pedal wurde 1947 als Opus 1753 von G. F. Steinmeyer & Co. mit einem Freipfeifenprospekt gebaut. Die Disposition des elektro-pneumatischen Taschenladen-Instruments lautet:
| I Hauptwerk |       |
| Quintade    | 16′   |
| Prinzipal   | 08′   |
| Dolce       | 08′   |
| Koppelflöte | 08′   |
| Praestant   | 04′   |
| Salicet     | 04′   |
| Oktav       | 02′   |
| Mixtur III  | 1 ⁄3′ |
| Trompete    | 08′   |

| II Schwellwerk  |        |
| Hornprinzipal   | 8′     |
| Aeoline         | 8′     |
| Vox coelestis   | 8′     |
| Gedeckt         | 8′     |
| Ital. Prinzipal | 4′     |
| Rohrflöte       | 4′     |
| Waldflöte       | 2′     |
| Nasard          | 2 ⁄3′  |
| Terz            | 1 3⁄5′ |
| Cymbel III      | 1′     |
| Krummhorn       | 8′     |
| Tremulant       |        |

| Pedal      |     |
| Violon     | 16′ |
| Subbaß     | 16′ |
| Quintade   | 16′ |
| Oktavbass  | 08′ |
| Flötenbass | 08′ |
| Nachthorn  | 04′ |
| Posaune    | 16′ |

- Koppeln: II/I, I/P, II/P
- Spielhilfen: 2 freie Kombinationen, Auslöser, Crescendowalze, Walze ab, Handregister ab, Zungen ab, freie Pedalkombination